# 볼리비아의 역사
이 문서는 볼리비아의 역사에 대해 설명한다.
볼리비아는 남미의 중심부에 있는 내륙국가로서, 아이마라 족이 중심이 된 티와나쿠 문명에서 시작하여 15세기에 잉카제국의 영토가 되었다가 1530년대에 스페인의 식민지가 되었다. 19세기초 독립투쟁을 거쳐 1825년에 시몬 볼리바르의 이름을 딴 공화국을 정식으로 성립하였다.

## 스페인 점령 이전 시기

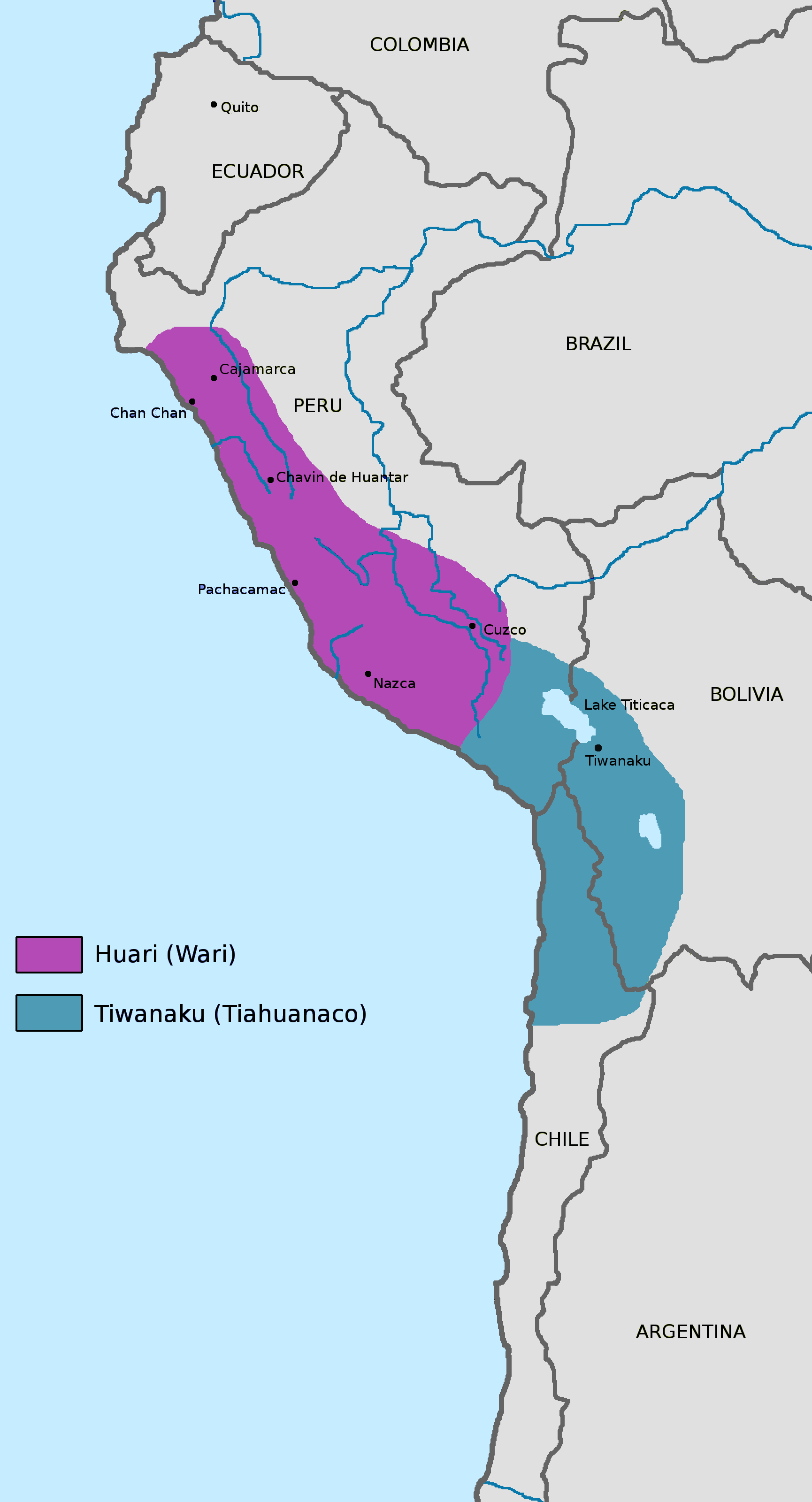
티와나쿠의 최전성기 영토, AD 950경

현재 볼리비아로 불리는 지역은, 아이마라(Aymara)족이 이 지역에 도착하여 최종적으로 볼리비아 서부, 페루 남부, 칠레 북부에 정착한 이래로 2000여년간 계속 사람이 살아왔다. 현재의 아이마라족은 자신들을 볼리비아 서부의 티와나쿠(Tiwanaku)에 존재했던 발달된 문명과 연관짓는다. 티와나쿠의 수도는 기원전 1200년전에 농업에 기반한 작은 마을이었다. 이 공동체는 서기 600년에서 800년 사이에 점차 도시로 성장하여 안데스 남부의 중요한 지역적 세력이 되었다. 이 도시가 가장 번성했던 시기에는 대략 6.5 평방 킬로미터의 면적에 15,000 - 30,000명 가량의 주민들이 있었을 것으로 추산되었다. 그러나 최근의 위성 이미지를 이용하여 티와나쿠의 세 주요 계곡을 가로지르는 "범람충적 평야"(flooded-raised field) 농업(아이마라 언어로는 suka kollus)의 범위를 지도로 그려본 결과 인구 부양능력은 285,000명부터 1,482,000명 사이에 이르는 것으로 추산된다. 서기 400년경에 티와나쿠는 지역적 지배세력으로부터 침략적 국가로 성장하였다. 티와나쿠는 그 세력권을 융가스(Yungas)까지 넓혔으며 자신의 문화와 생활방식을 페루, 볼리비아, 칠레의 다른 문화들에게 전파하였다. 그러나 티와나쿠 문화는 여러 가지 측면에서 볼 때 폭력적이지 않았다. 자신의 세력을 넓히기 위해서 티와나쿠는 매우 정치적으로 식민지를 개척하였고 무역협정을 맺었으며 (이를 통해서 다른 문화들을 자신에게 의존하도록 만들었다) 국가종교를 만들어내었다.
이 제국은 끝이 안보일 정도로 계속 성장해나갔다. 윌리엄 이스벨(William H. Isbell)은 “티와나쿠는 서기 600년에서 700년 사이에 극적인 변화를 겪게 되는데 이 때 민간건축에 대해 규모가 큰 기준(monumental standards)을 확립하여 거주인구가 크게 증가하였다”고 언급하였다. 티와나쿠는 다른 문화들을 제거하기 보다는 계속적으로 흡수하였다. 고고학자들은 티와나쿠 도자기가 다른 문화들에서 극적으로 수용되었음을 발견하였는데 이 문화들은 나중에 티와나쿠 제국의 한 부분이 되었다. 티와나쿠는 자기 제국 내의 모든 도시들간에 이루어진 무역을 통해서 권력을 얻게 되었다. 엘리트 계층은 다른 모든 지역으로부터 얻은 식량의 잉여분을 얻음으로써 모든 주민들 사이에 식량을 재분배할 수 있는 역량을 갖게 됨으로써 그 지위를 획득하였다. 티와나쿠에서 [라마|야마](llama) 무리에 대한 통제가 매우 중요해진 것이 이 지점이다. 야마 무리는 중심부와 주변부 간의 식량운송에 있어서 필수적이었음과 동시에 평민층과 엘리트 계층 간의 거리를 상징하는 것이었다. 그들의 권력은 서기 950년까지 이러한 자원잉여 이용을 통해서 계속 커져갔다. 이 시점에서 기후의 급격한 변화가 발생하였다.
이 시기에 티티카카 분지의 강우량이 크게 감소하였다. 일부 고고학자들은 대가뭄이 발생했다고까지 감히 이야기하기도 한다. 비가 갈수록 줄어들자 티티카카 호수로부터 더 많이 떨어진 많은 도시들은 엘리트 계층에게 돌아갈 곡식생산이 갈수록 줄어들기 시작했다. 엘리트 계층을 위한 잉여식량이 바닥나자 그들의 권력도 줄어들기 시작했다. 수도는 농작지의 복원력에 힘있어 최후의 생산지로 남게 되었지만 결국에는 농작지의 지능적 설계마저도 날씨의 변화에 대응하기에는 역부족이었다. 티와나쿠는 권력의 주요 원천인 식량생산이 말라붙음으로 인해서 약 서기 1000년경에 사라져 버렸다. 그 이후 상당기간 동안 그 토지에는 사람들이 살지 않게 되었다.

### 잉카통치시대

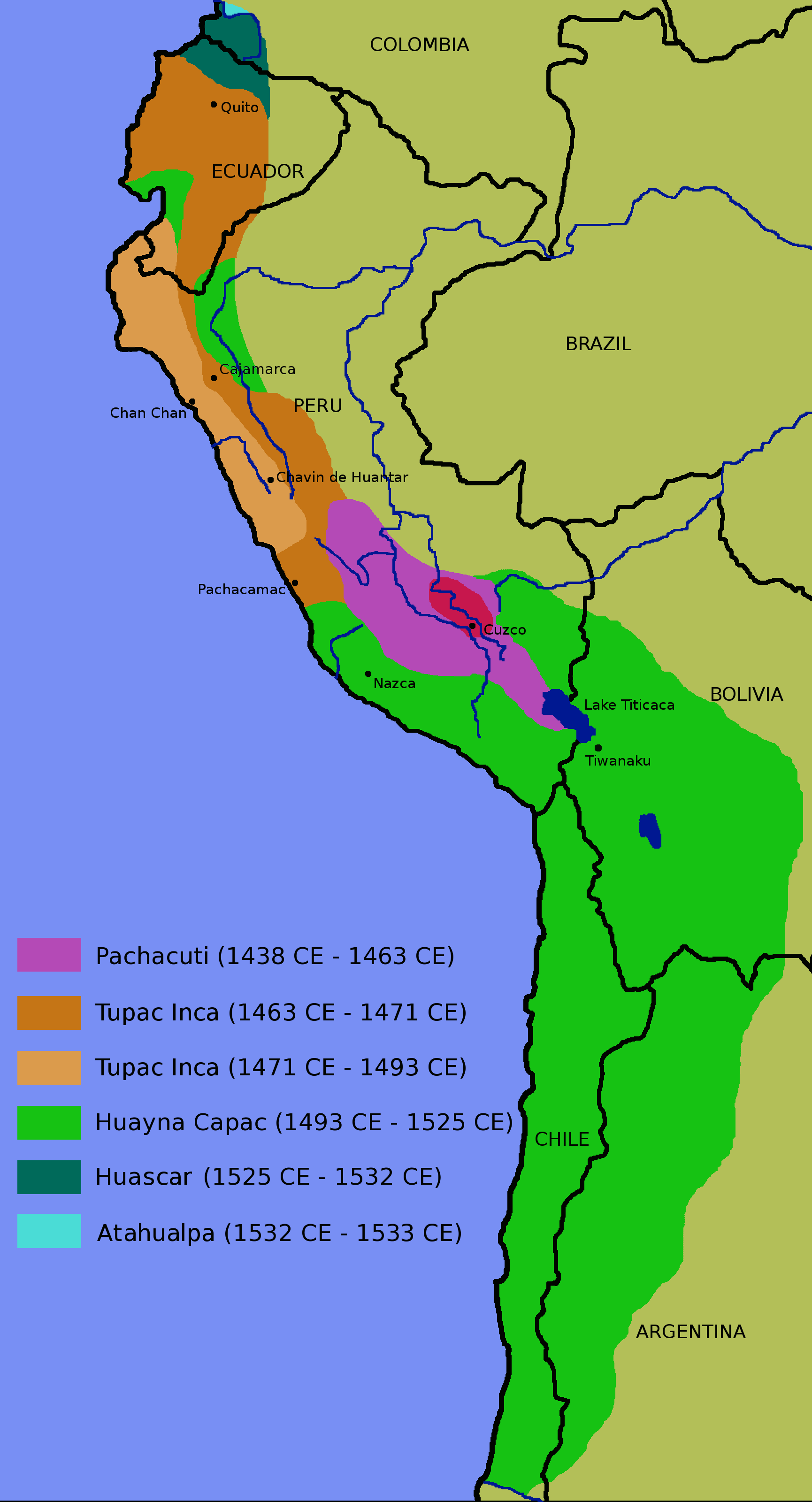
잉카제국의 확장 (1438–1527)

1438년에서 1527년 사이에 잉카 제국은 대규모 확장을 시작하여 현재 볼리비아 서부 지역의 대부분을 획득하였다. 그러나 급속하게 팽창하던 잉카 제국이 내적으로 취약했기 때문에 그들은 이 지역에 대한 통제를 오래 유지하지는 못하였다. 그럼에도 불구하고 그들은 볼리비아 문화에 가장 큰 자취를 남겼다. 1430년에 잉카 문화는 볼리비아의 서부 지역을 휩쓸었다. 이 시기에 잉카의 확장은 1438년부터 1471년 사이에 재위했던 9대 황제 바차쿠티 잉카 유판키(Pachacuti Inca Yupanqui)의 통치 하에서 증가하였다. 그에 이어 자리에 오른 아들 토파 잉카 유판키(Topa Inca Yupanqui) 역시 1471년-1493년의 재위기간 동안 잉카의 국토를 넓혔다. 15세기에 잉카인들은 최후의 볼리비아 원주민인 아이마라 족과 티티카카 호수 지역을 점령하였다. 이리하여 볼리비아 서부지역은 잉카 국토의 한 부분이 되었다.
잉카인들이 볼리비아의 알티플라노 고원지대의 나머지 지역들을 정복하였으므로 원주민들은 급속한 발전을 경험하게 되었다.다른 문화들과 마찬가지로 잉카 제국은 자신들의 종교와 언어(케추아어, Quechua)를 자신들이 새롭게 정복한 영토에 퍼뜨렸다. 잉카인들은 티티카카 호수에 사는 사람들에게는 예외를 적용하였는데 그들은 아이마라 어를 계속 사용하는 것이 허용되었다. 볼리비아인들에게 계단식 경작과 줄매듭에 의한 기록체계(다양한 길이와 색깔로 매듭을 지어 숫자 정보를 기록하는데 사용)인 키푸 등 여러 가지 농업기술이 전파되었다. 잉카인들은 뛰어난 건축기술자들이었으며 그들은 정교한 도로 체계, 관개시설, 산비탈의 계단식 경작지를 구축하였다. 잉카제국이 정복한 지역은 볼리비아 서부 지역만이 아니었다. 에콰도르 안데스 지역, 페루, 칠레 북부, 그리고 아르헨티나 서북부 등 남아메리카의 2,000마일에 걸친 제국이 형성되었다. 잉카제국은 볼리비아 알티플라노 고원지대에 사는 사람들을 지배하였지만 지배형태는 복지국가였다. 가난한 사람들과 나이든 사람들에게는 먹을 것, 입을 것, 살 곳이 제공되었다. 다른 잉카인들과 마찬가지로 볼리비아인들은 매년 일정한 날짜의 노역을 해야 했다. 만약 어떤 사람이 정해진 날짜를 채우지 못할 경우 그들은 사형을 당할 수도 있었다.
서양과 접촉하기 이전에 잉카제국은 번성하였다. 누구든지 필요로 하는 물품들을 받았다. 잉카제국은 내부에 잉카 지배계급, 신관, 아이유(잉카 생활의 기초 정치사회 단위)라는 일종의 카스트 제도가 있었다. 잉카인들은 정복한 민중들과 전체 공동체를 이주시켜서 제국에 친화적이고 충성하는 안전한 영토에 재정착하게 함으로써 민중들의 충성을 확보하고자 하는 제국주의적 식민정책을 펼쳤다.

## 스페인 식민지 시기

### 스페인에 의한 정복

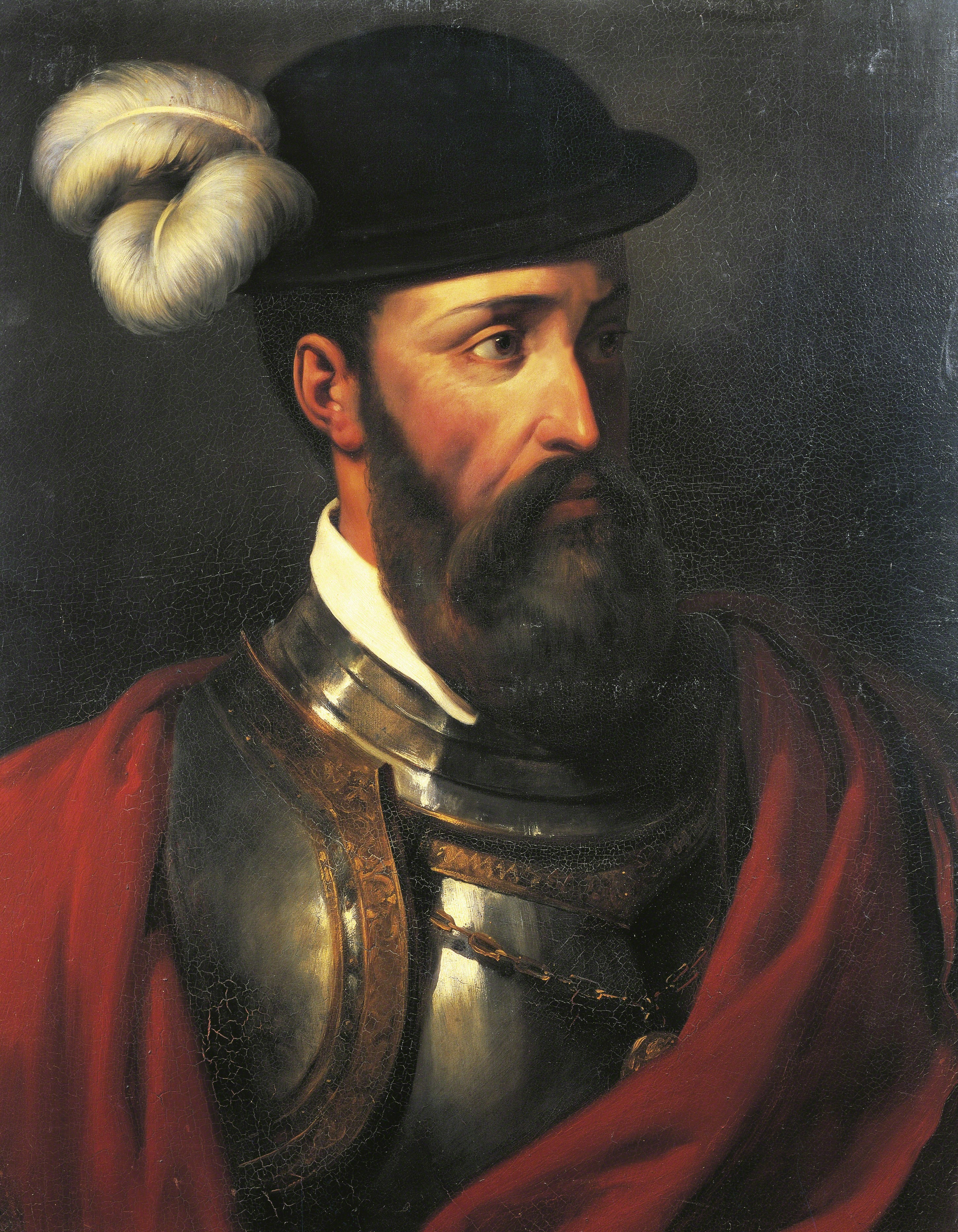
프란시스코 피사로(Francisco Pizarro)

프란시스코 피사로(Francisco Pizarro), 디에고 데 알마그로(Diego de Almagro), 그리고 에르난도 데 루케(Hernando de Luque)는 스페인 탐험대를 이끌고 잉카 제국을 정복하였다. 그들은 “비루”(Biru)라고 알려진 전설상의 황금의 땅(이는 나중에 페루로 바뀌었다)이 존재하는지 확인하기 위해서 1524년에 파나마에서 돛을 올리고 태평양 해안을 따라 남하하였다.
급속히 확장하고 있던 잉카 제국이 내부적으로 취약했기 때문에 잉카에 대한 정복은 매우 쉬웠다. 잉카의 후아이나 카팍(Huayna Capac)이 1527년에 죽은 후 그의 아들들인 와스카르(Huascar)와 아타우알파(Atahualpa)는 왕위 계승을 둘러싸고 다투게 되었다. 아타우알파는 그의 형제를 물리쳤지만 스페인인들이 도착하던 1532년에도 그의 권력은 아직 굳건해지지 못한 상태였다. 그러나 그는 자신의 상태를 심각하게 오판하였다. 아타우알파는 산악을 지배하는 자가 해안도 지배한다는 확신을 가졌기 때문에 이 잉카 통치자는 피사로가 1532년에 해안선에 도착했을 때 그를 무찌르려고 시도하지 않았다. 피사로가 잉카 통치에 반항하는 인디언들과 동맹을 맺었을 때에도 아타우알파는 보름달이 떴을 때 공격을 시작한다는 등 전쟁에 대한 잉카 의식을 바꾸지 않았다. 아타우알파가 스페인인들의 지속적 존재를 받아들이기를 거부하고 개종을 거부함으로써 1532년 11월 16일 참혹한 카하마르카(Cajamarca) 전투가 벌어지게 되었다. 피사로는 아타우알파의 귀족 호위기사 12명을 처형하고 아타우알파를 잡아서 몸값의 방이라는 곳에 가두었다. 1년 후에 잉카의 수도인 쿠스코(Cuzco)가 함락되었고 1534년에 새로운 스페인 정착지로 다시 정비되었다.
피사로의 신속한 승리에도 불구하고 인디오들은 금세 저항을 시작하였으며 이는 식민지 시기 내내 주기적으로 지속되었다. 스페인인에 의해서 꼭두각시 황제로 앉혀진 망코 잉카(Manco Inca)는 1537년에 새로운 통치자들에 대해서 반란을 일으켰으며 “신 잉카”(neo Inca) 국가를 재건하였다. 이 국가는 스페인인들이 반란을 진압하고 1572년에 쿠스코 광장에서 투팍 아마루(Túpac Amaru)를 교수형에 처한 이후에도 계속 스페인 당국에 도전하였다. 그 후 볼리비아 산악지대(highlands)에서 일어난 반란들은 18세기 투팍 아마루 2세(Túpac Amaru II)의 대규모 반란을 제외하면 주로 공동체의 연장자들과 지역에 남아있는 사람들에 의해서 조직되었다.
스페인 통치 초기 20년 동안에 볼리비아 산악지대(고지대 페루(Upper (Alto) Peru) 또는 차르카스(Charcas)로 불린다)의 정착은 피사로 군대와 알마그로 군대 사이의 내전으로 인해서 지연되었다. 두 정복자들은 잉카 영토를 분할하였는데 북쪽은 피사로가, 남쪽은 알마그로가 통제하였다. 그러나 1537년에 알마그로가 망코 잉카 반란을 제압하면서 쿠스코를 포위하자 둘 사이의 전투가 벌어졌다. 1538년에 피사로가 알마그로를 물리치고 그를 처형하였지만 그 자신도 알마그로의 과거 추종자들에 의해서 3년 후 암살되었다. 피사로의 형제 곤살로(Gonzalo)가 페루 고지대를 장악했으나 얼마 지나지 않아 스페인 국왕에 저항하는 반란의 소용돌이에 빠지게 되었다. 스페인은 1548년에 피사로 곤살로를 처형한 후에야 자신의 권위를 다시 세우는데 성공하였다. 그해 말에 식민지 정부가 라파스(La Paz) 시에 설립되었고 라파스는 곧 중요한 상업적 및 교통운수적 중심이 되었다.
인디언들의 저항으로 인해서 볼리비아 저지대의 정복과 정착을 늦추어졌다. 스페인인들은 1561년에 산타크루스 데 라 시에라(Santa Cruz de la Sierra)를 건설하였지만 건조한 차코(Chaco) 지역의 식민지식 이름인 그란차코(Gran Chaco)는 식민통치 기간 내내 충돌이 잦은 경계지대로 남아있었다. 차코 지역에서 주로 치리구아노(Chiriguano)족으로 구성된 인디언들은 식민정착에 대해 쉬지 않고 공격을 행하였으며 스페인의 직접통치로부터 독립된 지역으로 남게 되었다.

### 스페인 식민행정

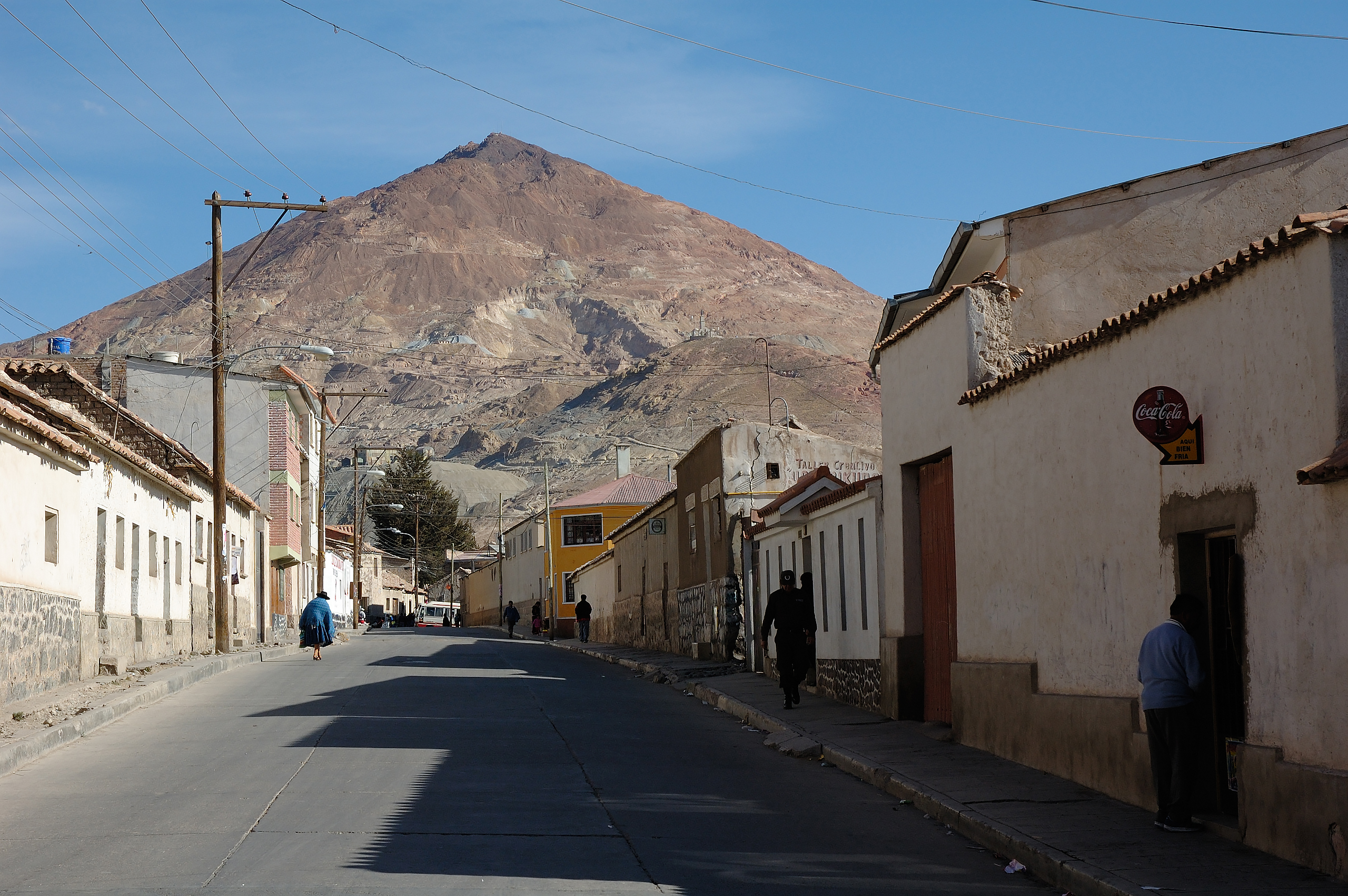
스페인이 가장 많은 은을 캐내간 세로 리코(Cerro Rico) 은광

스페인 식민통치 대부분의 기간 동안 볼리비아 지역은 “고지대 페루”(Upper Peru) 또는 “차르카스”(Charcas)라고 불렸으며 리마(Lima) 부왕령 관할하에 있었다. 지방정부는 추키사카(Chuquisaca) 또는 라 플라타(La Plata, 현재의 수크레 Sucre)에 위치한 차르카스 왕립 심의원(審議院, Real Audiencia)이라는 기구로부터 권한을 받았다. 볼리비아의 은광은 스페인 제국의 부를 대부분 책임졌으며 세로 리코(Cerro Rico, 부유한 산) 소재지로 유명한 포토시(Potosi)는 오랫동안 서반구에서 가장 큰 도시였다.
남아메리카에서 스페인 제국이 장수할 수 있었던 것은 부분적으로 식민지들의 성공적 관리에서 기인한다고 할 수 있다. 스페인은 처음에는 주로 독립지향적인 정복자들을 통제하는데에만 관심이 있었지만 곧 그 주요한 목적은 왕실의 수입원을 유지하는 것과 인디오 주민들로부터 재화와 노동을 공물로 모으는 것이 되었다. 이러한 목적을 위하여 스페인은 얼마후 신세계에 다양한 기관들이 상호견제하는 정교한 관료기구를 만들어내었으며 지방관료들은 상당한 수준의 자율성을 누렸다.
‘고지대 페루’(Upper Peru)는 처음에는 페루 부왕령의 한 부분이었다가 1776년에 새롭게 설립된 리오 데 라 플라타(그 수도는 부에노스 아이레스였다)로 편입되었다. 부왕령은 ‘심의원’(audiencia)의 보좌를 받는데 이 기구는 동시에 법적 항소를 심의하는 최고재판소이기도 하며 부왕이 부재할 경우에는 행정 및 집행권력을 갖기도 하였다. ‘고지대 페루’의 부유함과 리마로부터 멀리 떨어져 있다는 점으로 인해서 리마 당국은 1558년에 추키사카(Chuquisaca)(현재의 수크레 Sucre) 시에 심의원을 새로 설치하게 되었다. 추키사카는 특히 포토시의 행정중심 및 농산물 공급중심으로써 중요하게 되었다. 이 심의원의 관할지역은 차르카스(Charcas)라고 하는데 처음에는 추키사카를 중심으로 반경 100리그(leagues)(=1,796km2)를 포괄하였으나 얼마후 산타크루스(Santa Cruz)와 현재의 파라과이에 속하는 영토를 포함하게 되었다. 그리고 1568년에는 쿠스코(Cuzco) 지역 전체도 포함하게 되었다. 심의원의 의장은 이 지역내에서 사법적 권한뿐만 아니라 행정 및 집행권력도 가지고 있었는데 이는 일상적인 일들에 대해서만 해당되었고 보다 중요한 결정은 리마에서 내려졌다. 이러한 상황은 ‘고지대 페루’의 경쟁심과 독단성에 대한 명성을 낳게 하였는데 이는 이 지역의 경제적 중요성에 의해서 더 강화되었다.
스페인은 시민들에 의해서 선출되는 시정부에서 왕권을 대표하는 코레히도르(Corregidor, 시장)와 같은 왕실 관료들을 통해서 식민지들을 보다 작은 행정단위로 통제하였다. 17세기 초기에 이르자 ‘고지대 페루’에는 4명의 코레히도르가 있었다.
19세기 말에 스페인은 왕실의 수입을 증대하고 남용을 제거하기 위해서 행정개혁을 추진하였다. 이는 행정주(intendancy) 시스템을 만들어내었는데 이는 왕을 직접 대표하는 고위 관료들에게 강력한 권한을 주는 것이었다. 1784년에 스페인은 ‘고지대 페루’에 4개의 행정주를 설립하였는데 이는 현재의 라파스, 코차밤바(Cochabamba), 포토시, 추키사카 주를 포괄하는 것이었다.
처음에는 스페인 왕실이 지방정부들을 간접적으로만 통제하였으나 시간이 지나면서 점점 행정절차들을 중앙집권화하기 시작하였다. 초기에는 오로페사(Oropesa)의 백작(count)인 프란시스코 데 톨레도(Francisco de Toledo) 부왕이 지방귀족의 권리를 확인하였으며 그들에게 지방자치를 보장하였다. 그러나 왕실은 결국 스페인인 관료들인 인디아 코레히도르(corregidores de indios, 인디아 지역의 시장들)를 임용하여 인디언들로부터 공물과 세금을 거두게 되었다. 인디아 코레히도르들은 또한 상품을 수입하여 인디오들이 그것을 구매하도록 강제하는 폭넓은 권력남용이었는데 이는 이들 관료들에게는 엄청난 부의 원천이 되었지만 인디오 주민들에게는 커다란 분노를 일으켰다.
‘고지대 페루’의 최초 정착자들과 함께 성직자 및 교직자들도 오게 되면서 인디언들을 기독교도로 개종시키는 작업이 시작되었다. 1552년에 ‘고지대 페루’의 주교 관할교구가 라 플라타에 설치되었고, 1605년에는 라파스와 산타크루스 역시 주교 관할교구가 되었다. 1623년에 예수회는 ‘고지대 페루’ 최초의 대학인 추키사카의 산프란시스코 하비에르 왕립 및 주교 고등대학을 설립하였다. 식민통치와 기독교 개종에 대한 인디오들의 반응은 다양하였다. 많은 인디오들은 자신들의 전통과 결별하고 스페인 방식을 채택하였으며 시장경제에 진입하고자 적극적으로 노력하였다. 그들은 또한 자신의 이해관계를 보호하기 위해서, 특히 새로운 공물 평가제도에 저항하기 위해서 법원을 활용하였다. 그렇지만 또다른 인디오들은 자신들의 관습을 가능한 한 최대로 고수하면서 일부는 백인 통치에 저항하여 반란을 일으키기도 하였다. 지역적이고 대부분 조직화되지 않은 반란들이 식민통치 기간 내내 발생하였다. 볼리비아와 페루에서는 18세기에만 100여 번의 반란이 일어났다.
비록 공식적인 잉카 신앙은 급속히 사라져갔지만 인디오들은 지역의 인디오 통치자들의 보호하에서 그들의 토속 종교예식을 지속해갔다. 그러나 기독교가 인디오들에게 영향을 주어서 토속 종교의 상징들이 편입된 새로운 민속적 가톨릭이 발전하였다. 초기의 인디오 반란들이 반기독교적이었다면, 16세기 말의 반란들은 메시아적 기독교 상징에 기반한 것이었는데 이는 로마 가톨릭적이면서도 동시에 반 스페인적이었다. 교회는 지역 인디오 종교들에 대해서 관대하였다. 예를 들어 1582년에 라 플라타의 주교는 인디오들이 티티카카 호숫가에 ‘코파카바나의 검은 성모’를 위한 성소(sanctuary)를 짓는 것을 허용하였다. 코파카바나는 예로부터 아이마라 족의 전통적 종교중심지였다.

### 스페인 식민통치에 대한 점증하는 불만
정복과 식민통치는 인디오들에게는 고통스러운 경험이었다. 유럽발 질병에 쉽게 감염되어 원주민 인구는 급속하게 감소하였다. 18세기에 스페인이 보다 많은 공물금액을 요구하고 광물생산을 증진하기 위해서 의무적 강제 광산노동(mita) 날짜를 늘리면서 이러한 상황은 더욱 악화되었다.
이와 같은 심각한 경제적 및 사회적 변화와 토착문화의 파괴는 인디오들의 알코올 중독을 심화시키는 원인이 되었다. 스페인인들이 도착하기 전에는 잉카인들은 종교의식이 있을 때만 알코올을 소비하였다. 인디오들의 코카 잎 사용도 늘어났으며 한 연대기 작자에 의하면 16세기 말에는 “1년에 포토시에서만 50만 페소의 코카가 거래되었는데 이는 95,000 바구니의 코카가 소비된 것이다.”
식민통치에 대한 인디오들의 불만은 점점 증가하여 투팍 아마루 2세의 대반란을 촉발하였다. 호세 가브리엘 콘도르칸키(José Gabriel Condorcanqui)의 아들로 태어나 교육받고 스페인어를 할 줄 아는 아메리카 원주민이었던 그는 자신의 선조인 투팍 아마루로부터 이름을 따왔다. 1770년대에 그는 인디오들에 대한 코레히도르(corregidores de indios, 인디아 지역의 시장들)의 가혹한 처우에 격분하였다. 1780년 11월에 투팍 아마루 2세와 그의 추종자들은 특별히 잔인한 코레히도르들을 붙잡아서 처형하였다. 비록 투팍 아마루 2세가 자신의 운동이 개혁을 위한 것이지 스페인 통치를 전복하기 위한 것이 아니라고 주장하였지만, 그의 요구사항에는 자치지역이 포함되어 있었다. 봉기는 순식간에 전면적인 혁명으로 발전하였다. 페루 및 볼리비아의 안데스 지역에서 대략 60,000명의 인디언들이 이에 가담하였다. 1,200명의 스페인 군대를 물리치는 등 초기에 몇 차례 승리를 거두었지만 투팍 아마루 2세는 결국 1781년 5월에 체포되어 살해되었다. 그럼에도 불구하고 반란은 주로 고지대 페루 지역을 중심으로 계속되었다. 이곳에 있던 투팍 아마루 2세의 한 지지자인 인디오 추장 토마스 카타리(Tomás Catari)는 1780년 초 포토시(Potosí)에서 봉기를 주도하였다. 카타리는 투팍 아마루 2세보다 한 달 먼저 스페인인들에 의해서 살해당했다. 교회 관리인이었던 훌리안 아파사(Julián Apaza)가 또다른 반란을 주요하였는데 그는 이 두 반란 순교자들의 이름을 따서 자신을 투팍 카타리라고 불렀다. 그는 1781년에 100여일 동안 라파스(La Paz)를 포위하였었다. 1782년에는 아이마라 출신 여자인 바르톨리나 시사(Bartolina Sisa)가 또다른 반란을 일으켰다가 처형당했다. 스페인은 1783년에 이르러서야 모든 반란을 진압하는데 성공하였으며 그 후 수천명의 인디오들을 처형하였다.
18세기 말이 되자 크리오요(Criollo, 신세계에서 태어난 스페인 순수혈통 후예들) 사이에서도 스페인 통치에 대한 불만이 점차 증가하게 되었다. 크리오요들은 점차 경제에서 주요한 역할들을 맡게 되었는데 특히 광업과 농업에서 역할이 커져갔다. 그리하여 스페인 왕실의 중상주의 정책에 의해서 만들어진 무역장벽에 대해서 반발하게 되었다. 또한 크리오요들은 스페인이 모든 고위 행정직위들을 반도인(peninsulares, 스페인 출생으로 신세계에 거주하는 사람들)에게만 주는 것에 대해서 분노하였다.
이성에 대해 강조하고 권위와 전통에 대해서 의문을 던지며 개인주의적 성향을 가진 계몽주의 또한 크리오요들의 불만을 키우는데 일정한 역할을 하였다. 종교재판소도 니콜로 마키아벨리, 드니 디드로, 벤자민 프랭클린, 토마스 페인, 장 자크 루소, 존 로크 등의 저작들이 스페인령 아메리카로 반입되는 것을 막을 수는 없었다. 이들의 사상은 특히 추키사카 지역의 대학에서 교육받은 크리오요들 사이에서 자주 화제에 올랐다. 고지대 페루의 크리오요들은 처음에는 프랑스 혁명에 영향을 받았으나 지나치게 폭력적이라는 이유로 결국 그것을 거부하였다. 비록 고지대 페루는 근본적으로 스페인에게 충성하였지만 이곳 저곳에 흩어져 있던 급진주의자들은 스페인으로부터의 독립이라는 사상과 계몽주의에 대한 논의를 계속하였다.

## 독립을 위한 투쟁
스페인 황실당국이 나폴레옹 전쟁기간 동안 쇠약해지자 식민통치에 대한 반감이 증대되었다. 볼리비아 역사서는 독립선언 시기를 1809년으로 서술하고 있지만 그 이후 16년 동안의 투쟁을 거친 후에야 시몬 볼리바르(Simón Bolívar)의 이름을 딴 공화국을 세우게 되었다.
1807~8년 나폴레옹의 이베리아반도 침공은 남미의 독립투쟁에 결정적 역할을 하였다. 부르봉(Bourbon) 왕조의 타도와 조세프 보나파르트(Joseph Bonaparte)의 스페인 왕 즉위로 인해서 고지대 페루의 현지 엘리트들은 갑자기 여러 개의 상충하는 권력을 마주하게 되었고 이는 그들의 충성심을 시험하기에 충분하였다. 이들중 대다수는 여전히 스페인의 부르봉 왕조에 충성하였다. 일단 사태의 진전을 지켜보자는 태도로 그들은 폐위된 페르디난드 7세(Ferdinand VII)의 이름으로 통치한다고 주장하는 정부인 스페인의 최고중앙위원회(Supreme Central Junta)를 지지하였다. 일부 자유주의자들은 식민통치의 개혁가능성을 약속한 조세프 보나파르트를 열성적으로 환영하였다. 일부 관료들은 당시 브라질의 포르투갈 섭정왕이었던 남편 존과 함께 브라질을 통치하던 페르디난드의 누이동생 카를로타(Carlota)가 스페인 영토들을 섭정통치해야 한다는 주장을 지지하였다. 마지막으로 소수의 급진적 크리오요들은 고지대 페루의 독립을 원하였다.
이러한 권력의 충돌은 1808년에서 1810년 사이에 고지대 페루에서 지방권력을 장악하기 위한 투쟁으로 이어졌는데 이는 독립을 이루기 위한 노력의 첫 번째 단계를 형성하였다.1808년에 심의원(Audencia) 의장인 라몬 가르시아 레온 데 피사로(Ramón García León de Pizarro)는 카를로타 편으로 기울었다. 심의원의 관료들(oidores)은 최고중앙위원회를 선호하였다. 1809년 5월 25일 의원들은 의장 가르시아 레온을 물러나게 하고 페르디난드 7세의 이름으로 통치하는 위원회(junta)를 설립하였다. 1809년 11월 코차밤바, 오루로, 포토시가 라파스의 위원회에 합류하였다. 이 두 반란세력은 페루와 리오 데 라 플라타의 부왕들이 라파스로 파견한 군대에 의해서 진압되었다.
그 후 7년 동안 고지대 페루는 플라타 강 지역연합(아르헨티나, 파라과이, 볼리비아 일부 지역의 독립혁명연합) 군대와 페루에서 온 왕당파 군대 사이의 전쟁터가 되었다. 비록 왕당파들이 아르헨티나의 세 차례 침략을 물리쳤지만 게릴라들은 일부 농촌지역을 통제하게 되었으며 6개의 주요한 소공화국 또는 반란지역을 형성하게 되었다. 이들 지역에서 지역적 애국주의는 결국 전면적 독립전쟁으로 발전하게 되었다. 고지대 페루는 1817년까지 페루 부왕령 통치 하에서 상대적으로 평온함을 유지하였다.

### 안토니오 호세 데 수크레
1820년 이후 보수적인 크리오요들은 차르카스(Charcas)에서 태어난 페드로 안토니오 데 올라녜타(Pedro Antonio de Olañeta) 장군을 지지하였다. 그는 1812년의 자유주의적 스페인 헌법의 복원을 받아들이지 않았다. 올라녜타는 이러한 수단들이 왕실에 대한 충성을 위협한다고 확신하였기에 볼리바르와 안토니오 호세 데 수크레(Antonio José de Sucre) 지휘하의 반란군은 물론 자유주의적 왕당파 군대에도 가담하기를 거부하였다. 올라녜타는 페루의 왕당파가 1824년 아야쿠초 전투에서 패배한 후 맺은 조건부 항복문서에 그와 그의 군대를 포함하였음에도 불구하고 그의 지휘권을 손에서 놓지 않았다. 올라녜타는 수크레가 실질적으로 고지대 페루에 대한 스페인 통치를 종식시킨 전투에서 그를 무찌르기까지 수개월 동안 돈키호테처럼 전투를 지속하였다. 그는 결국 1825년 4월 1일 자신의 부하에 의해서 살해되었다. 제헌의회가 구성되어 8월 6일 볼리비아를 독립적인 공화국으로 선포하였으며 그 기초를 닦은 것으로 여겨진 볼리바르를 기려서 새 공화국은 그의 이름을 따랐다.

## 19세기

### 페루-볼리비아 동맹 시기의 볼리비아

페루-볼리비아 동맹 시기의 볼리비아

안드레스 데 산타크루스 원수(Marshal Andrés de Santa Cruz)의 대통령 재임기간중 볼리비아는 역사상 가장 성공적인 사회적 경제적 진전을 이루었다. 산타크루스는 페루의 내정문제에 개입하여 페루와 볼리비아를 페루-볼리비아 동맹으로 연합시키는데 성공하였다. 산타크루스는 잉카 황제를 이 국가의 선조로 선언하였는데 이러한 행위는 지역의 권력균형을 위협하고 과거 잉카 영토 위에 존재하고 있던 나라들에게 악의적인 공격으로 받아들여졌다. 동맹전쟁이 발발하였고 이 기간중에 거의 모든 이웃국가들에 대한 서로 다른 전쟁이 발생하였으며 적들로부터 상당한 수준의 승리를 얻기도 하였다. 그러나 산타크루스가 이끌던 페루-볼리비아 동맹이 칠레와 페루의 반군을 압박하여 무조건적 항복을 포함하는 파우카르타파(Paucartapa) 조약에 서명하도록 만든 파우카르파타 평야에서 전환점에 이르렀는데, 나중에 칠레 의회는 이 조약을 폐기하였다. 페루와 칠레의 반군은 산타크루스에 대항한 새로운 전쟁을 시작하여 융가이(Yungay) 평야에서 동맹군을 패퇴시켰다. 이는 볼리비아 역사를 규정하는 전환점이 되어 이때부터 거의 60년 동안 쿠데타와 단명한 헌법들이 볼리비아 정치를 지배하게 되었다.
악성적인 경제적 및 정치적 위기들을 겪으면서 볼리비아의 군사적 취약점은 태평양 전쟁(1879-1883)에서 여실히 드러났다. 이 전쟁에서 볼리비아는 칠레에게 해안과 그 주변의 풍부한 질산염 평야들을 잃었다. 세계 은 가격의 상승으로 볼리비아는 1800년대 말기에 상대적인 부흥과 정치적 안정성을 회복할 수 있었다. 20세기 초기에 주석이 은을 대체하여 이 나라의 가장 중요한 부의 자원이 되었다. 이 세기 초반의 ⅓ 기간 동안에는 정부의 자유방임정책들이 이어졌다.

## 20세기

### 20세기 초반

19세기 후반-20세기 초반 볼리비아의 국토상실

인구중 반 이상을 차지하는 토착원주민들의 생활은 비참한 수준에 머물러 있었다. 광산의 원시적인 조건 하에서 그리고 대농장의 거의 봉건적 제도 하에서 강제노동에 내몰린 그들은 교육, 경제적 기회, 또는 정치적 참여대한 접근이 봉쇄되어 있었다. 차코(Chaco) 전쟁(1932-1935)에서 파라과이에게 패한 볼리비아는 또 한번의 전환점을 맞게 되었다. 인명과 영토의 거대한 손실은 기존 지배계급에 대한 신뢰를 무너뜨렸으며 군대 복무는 토착원주민들의 정치적 각성을 자극하는 효과를 발휘하였다. 그란 차코(Gran Chaco)의 대부분을 파라과이에 빼앗긴 반면, 볼리비아는 그 대신 푸에르토 부쉬(Puerto Busch)가 위치한 된 파라과이 강 지역을 이용할 수 있게 되었고 이를 통해서 국제 수역인 대서양에 접근할 수 있게 되었다. 1936년에 스탠다드 오일사가 국유화되어 ‘볼리비아 Fiscales 정유사’(YPFB, Yacimientos Petroliferos Fiscales Bolivianos)가 설립되었다. 차코 전쟁 종료로부터 1952년 혁명까지 상충하는 이데올로기들의 등장과 새로운 그룹들의 요구는 볼리비아 정치를 격동치게 하였다.

### 볼리비아 국민혁명
멕시코 혁명과 함께 볼리비아 국민혁명은 20세기 라틴아메리카에서 일어난 가장 의미있는 사회정치적 사건들 중의 하나이다. 차코 전쟁의 폐허 속에서 등장한 ‘민족혁명운동당’(MNR, Movimiento Nacionalista Revolucionario)은 중산층 정치동맹으로 맑스주의를 거부하고 볼리비아의 사회적 현실에 보다 적합한 모호한 민족주의를 내세웠다. MNR은 민-군 합작정권인 구알베르토 비야로엘(Gualberto Villarroel)(1943-1946) 정권에 참여하였으나 1946년에 과두적 광산업주들 및 좌파혁명당(Partido Izquerda Revolucionario)(PIR)에 의해서 물러나게 되었다. 그 주요인물들은 망명을 떠나게 되었으며 그 후 6년간 재조직화에 힘을 쏟았다. 이 정당은 1949년 10월에 짧지만 유혈이 낭자했던 내전을 일으켰다. 그러나 패배하여 다시 망명의 길에 오르게 되었다. MNR은 1951년 선거에서 승리하면서 재등장하였지만 반대파들이 그 결과를 부정선거에 의한 것이라고 선언하면서 취임이 거부되었다. 1952년 4월 9일 MNR은 성공적인 혁명을 일으켜서 볼리비아 국민혁명을 성취하게 되었다. 빅토르 파스 에스텐쏘로(Victor Paz Estenssoro)와 그 후 헤르난 실레스(Hernan Siles)의 대통령 재임기간중에 보편적 투표권을 도입하여 대규모 토지개혁을 수행하였고 농촌교육을 촉진하였으며 1952년에 가장 큰 주석광산을 국유화하였다. 이 혁명에서 특히 의미있는 것은 공화국 역사에서 처음으로 국가가 유권자의 65% 이상을 차지하는 아이마라 및 케추아 농민들을 국민적 생활에 동참시키고자 노력했다는 점이다. 비록 MNR이 추구하던 정책들은 대부분 조합주의적이고 동화주의적이기는 하였지만 이는 원주민-국가 관계가 갈등적이었던 볼리비아의 역사에서 하나의 중요한 전환점이 되었다.

### 군사통치
12년여에 걸친 혼란의 국가개혁은 볼리비아를 날카롭게 분열시켰으며 1964년에는 군사쿠데타가 일어나 세 번째 임기를 갓 시작한 파스 에텐쏘로 대통령 정권을 무너뜨렸다. 많은 이들은 이 사건이 국민혁명에 종지부를 찍었으며 이후 볼리비아에서 거의 20년간의 군사통치 시기를 열었다고 단언한다. 많은 학자들은 1964년 11월 쿠데타의 배후로 CIA를 의심하였지만 점점 많은 미국의 기밀해제문서들은 그러한 주장을 부정하는 근거를 제공하였다. 파스 대통령의 두 번째 임기가 끝나갈 무렵 케추아어를 할 줄 하는 인기있는 장군이었던 바리엔토스(René Barrientos)는 1953년 농업개혁의 결과로 결성된 농민조합들과 협력하여 ‘군부-농민 협약’을 이루어 내는데 성공하였다. 1960년대 내내 바리엔토스는 농민조합들을 이용하여 광산의 노동자 파업에 대항하게 하였다.

### 체 게바라의 최후

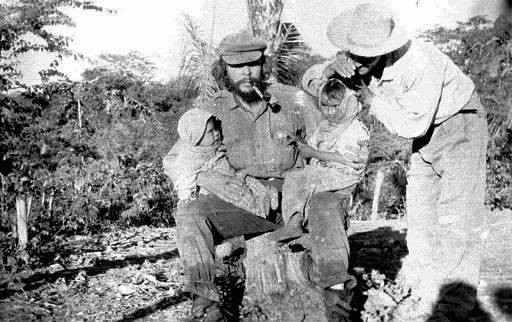
볼리비아에서의 체 게바라（1966년

군사정권의 수반 레네 바리엔토스는 반정부 세력과 사회주의자들에 대한 탄압을 강화하였다. 볼리비아는 아메리카 전체의 사회주의 혁명을 목표로 하는 쿠바에게 있어서 ‘가장 약한 고리’로 인식되었기 때문에 1966년 11월 4일 피델 카스트로와 결별한 아르헨티나 출신의 쿠바 혁명가 체 게바라는 남미대륙 혁명운동의 거점을 마련하고자 볼리비아로 건너갔다. 그러나 게바라가 이끄는 혁명군 게릴라들은 농민층의 지지를 얻지 못하였으며 광산노동자와의 연대에도 실패함으로써 1967년 미군의 지원을 받은 볼리비아 정부군에 의해 체포되어 사살되었다. 농민의 게릴라 전쟁에 의한 아메리카 무력혁명을 이론화한 게바라의 전사에 의해서 남미의 혁명운동에 있어서 무장투쟁노선은 중대한 좌절을 겪게 되었다.

### 정치적 혼미
과거 군사쿠데타 그룹의 일원이었으며 1966년에 대통령으로 선출된 레네 바리엔토스(René Barrientos) 대통령이 1969년에 사망하면서 그 후 약체 정권이 연속되었다. 군사쿠데타가 한 차례 발생하였으나 이는 군인이자 좌파정치인인 후안 호세 토레스(Juan José Torres)의 역쿠데타를 초래하였다. 공공질서의 혼란에 불안해진 군대와 MNR 등은 우고 반세르 수아레스(Hugo Banzer Suárez) 대령(후에 장군)을 1971년에 대통령으로 취임시켰다. 반세르는 MNR의 후원을 받으며 1971년부터 1974년까지 통치하였다. 그는 동맹 내부의 분열을 더 이상 참지 못하고 민간인 각료들을 군인으로 대체하고는 모든 정치활동을 중지시켰다. 반세르 대통령 재임기간중 경제는 활발하게 성장하였지만 보다 많은 정치적 자유에 대한 요구는 그에 대한 지지를 감소시켰다. 1978년 그가 선거의 부활을 선언하자 볼리비아는 다시 혼란의 소용돌이로 빠지게 되었다.
1978, 1979, 1980년의 선거는 결론이 나지 않았으며 선거부정이 난무하였다. 쿠데타들과 역쿠데타가 빈발하였으며 정부는 그저 문지기에 불과했다. 1980년에 루이스 가르시아 메사(Luis García Meza) 장군이 잔인하고 폭력적인 쿠데타를 일으켰다. 그의 정권은 인권침해, 마약거래, 경제의 잘못된 운영으로 악명이 높았다. 이로 인해서 미국의 카터 및 레이건 행정부는 가르시아 정권이 마약과 관련이 있다는 이유로 정권 인정을 거부하여 미국과의 외교관계가 단절되었다. 후에 궐석재판에서 살인을 포함한 범죄로 유죄판결을 받은 후 브라질로부터 범인 송환인도가 되어 1995년부터 30년간의 복역을 시작하였다. 가르시아 메사는 최근 전혀 사과의 태도를 보이지 않는 자서전을 출간하였는데 그 제목은 단순히 ‘나, 독재자’(Yo Dictador)였다.

### 민주주의로의 이행
1981년에 군사반란이 일어나 가르시아 메사를 축출한 이후 14개월 동안 또다른 3번의 군사정부가 성립되어 볼리비아의 점증하는 문제들과 씨름하였다. 정치적 불안으로 인해 군대는 1980년에 선출된 의회를 해산하고 새로운 대통령을 선출하도록 하였다.

## 1982년부터 현재까지
헤르난 실레스 수아소(Hernán Siles Zuazo)는 자신의 최초 대통령 임기가 끝난지 22년만인 1982년 10월에 대통령에 다시 당선되었다. 심각한 사회적 분열과 악화된 경제의 미숙한 운영, 약한 리더십으로 인해서 그는 어쩔 수 없이 선거를 앞당겨 실시하게 되었고 헌법에 규정된 임기보다 1년 먼저 권력을 내려놓았다. 1985년 선거에서 민족민주행동당(ADN, Acción Democrática Nacionalista)의 반세르 장군이 국민투표의 과반수를 확보하였으며 2위는 전직 대통령이었던 MNR의 파스 에스텐쏘로, 3위는 전직 부통령이었던 좌파혁명운동당 (MIR, Movimiento de la Izquierda Revolucionaria)의 하이메 파스 사모라(Jaime Paz Zamora)가 차지하였다. 그런데 의회 내의 결선투표에서 MIR은 MNR 편에 붙어서 파스 에스텐쏘로를 4번째 임기의 대통령으로 선출하였다. 1985년에 취임하면서 그는 위기에 빠진 비틀거리는 경제와 마주해야 했다. 경제성과와 수출은 여러 해 동안 쇠퇴하고 있었으며 살인적 물가상승은 연간 24,000%에 달하였었다. 사회적 소요와 주기적 파업, 통제받지 않는 마약밀매가 만연하였다. 취임후 4년 내에 파스 에스텐쏘로 행정부는 경제적 및 사회적 안정을 회복하였다. 군대는 정치에 거리를 두게 되었으며 모든 주요 정당은 공개적이고 제도적으로 민주주의를 지키게 되었다. 이전 10년 동안 일부 정권에서 자행되었던 인권침해는 더 이상 문제가 되지 않게 되었다. 그러나 이러한 그의 눈부신 업적은 희생없이 이루어진 것은 아니었다. 정부가 그동안 잘못 운영된 국영 광산기업에 대한 통제를 다시 막 확보하려 한 순간에 발생한 1985년 10월 주석 가격 폭락으로 인해서 정부는 20,000명의 광부를 해고하지 않을 수 없었다.
비록 MNR의 곤살로 산체스 데 로사다(Gonzalo Sánchez de Lozada)가 1989년 선거에서 득표율 1위를 하였지만 과반수의 유권자 투표를 얻지 못하여 헌법에 따라 의회 투표로 누가 대통령이 될지를 결정하게 되었다. 2위 득표를 한 반세르 장군의 ADN과 3위를 한 하이메 파스 사모라의 MIR이 연합한 애국협정(AP, Acuerdo Patriótico)이 승리하였다. 파스 사모라가 대통령에 취임하였으며 MIR이 내각의 반을 차지하였다. 반세르의 중도우파 ADN은 국가정치협의회(CONAP, National Policital Council)를 장악하였으며 내각의 나머지 반을 차지하였다.
파스 사모라는 온건한 중도좌파 대통령으로 재임자로서의 정치적 실용주의가 자신의 맑스주의적 근본보다 훨씬 뛰어난 사람이었다. 실레스 수아소 정권에서 초인플레이션이 가지는 파괴적 영향을 보았던 그는 파스 에스텐쏘로에서 시작된 신자유주의적 개혁을 지속하였으며 그중 일부를 법조문화하였다. 파스 사모라는 국내의 테러리즘에 대해서 상당히 강경한 태도를 취하였으며 1990년 12월에 CNPZ(Comision Nestor Paz Zamora)라는 테러리스트들에 대한 공격을 직접 명령하기도 하였다.
파스 사모라 정권은 마약거래에 대해서는 이보다는 덜 단호하였다. 정부는 여러 개의 마약밀매 조직망을 타파하였지만 1991년에는 최대의 마약두목들에게 관대한 처분을 주는 자수 포고령을 내렸다. 또한 그의 행정부는 코카 잎 재배 근절에 대해서는 매우 주저하였다. 비록 1992년에 2명의 마약밀매자를 미국에 인도하기는 하였지만 그는 미국과 범죄인 송환인도 조약의 갱신에 대해서 동의하지 않았다. 1994년 초부터 볼리비아 의회는 파스 사모라와 기소된 마약밀매범 이삭 차바리아(Isaac Chavarria) 사이의 개인적 관계를 조사하기 시작하였다. 재판을 기다리던 이삭 차바리아는 곧이어 감옥에서 사망하였다. 1994년에는 MIR 부총재인 오스카 에이드(Oscar Eid)가 비슷한 관계와 연관되어 감옥에 보내어졌다. 그는 1996년 11월에 유죄판결을 받았으며 4년 징역형을 언도받았다. 형식적으로는 여전히 조사를 받고 있던 파스 사모라는 1996년에도 대통령 후보로 활동하였다.
1993년 선거는 공개적이고 신뢰성있는 선거의 전통을 지속하여 평화적인 민주적 정권이양을 이루었다. 36%를 얻은 MNR이 20%를 얻은 ADN/MIR 연합을 이겼으며 MNR의 산체스 데 로사다가 의회에서 MNR/MBL/UCS 연합에 의해서 대통령으로 선출되었다.
산체스 데 로사다는 공격적인 경제적 사회적 개혁 아젠다를 추진하였다. 산체스 데 로사다 정권이 수행한 가장 극적인 변화는 자본화 정책으로 투자자들이 볼리비아 Fiscales 정유회사(YPFB), 통신회사, 전력회사 등과 같은 공적 기업의 소유권 50%를 확보하여 경영권을 행사하게 되었다는 점이다. 이러한 개혁과 경제적 구조조정은 사회의 일부 부문으로부터 강력한 반대에 부딪혀서 빈번한 사회적 소요를 촉발하였는데 특히 1994년에서 1996년까지 라파스와 코카 재배 지역인 차파레(Chapare)에서 그러하였다.
1997년 선거에서는 ADN의 지도자 우고 반세르(Hugo Banzer) 장군이 22%를 득표하였고 MNR 후보는 18%를 얻었다. 반세르 장군은 ADN, MIR, UCS, CONDEPA 등과 연합을 형성하여 볼리비아 의회에서 다수 의석을 차지하게 되었다. 의회는 그를 대통령으로 선출하였으며 그는 1997년 8월 6일에 취임하였다.

### 2000년 코차밤바 전투
2000년 1월부터 4월 사이에 코차밤바에서는 세계은행과 국제통화기금(IMF)의 권고에 따라 시 상수도 공급의 민영화가 강제로 실시되자 일련의 반(反)민영화 항의시위가 발생하였다. 볼리비아 정부는 계엄령을 선포하였고 이 과정에서 여러 명이 사망하였으며 시위 지도자들을 체포하고 일부 라디오 방송국을 폐쇄하였다. 계속되는 소요와 시민적 압력하에서 정부는 2000년 4월 10일 드디어 민영화를 원상복귀시켰다.
2001년 다국적 기업 벡텔(Bechtel)은 $2,500만 달러 이상의 손해를 입었다며 볼리비아 정부를 상대로 고소하였다. 벡텔은 자신의 계약은 그동안 내부적 부패와 질낮은 서비스로 병든 상수도 시스템을 단순히 관리하는 것이었을뿐이며 물 가격을 올린 것은 지방정부였다고 주장하였다. 계속된 법률싸움은 반세계화 및 반자본주의 그룹들의 주목을 끌게 되었다. 이 이슈는 2003년의 다큐멘터리 영화 <기업(The Corporation)>과 벡텔의 회사 웹사이트에서 더 심도있게 논의되었다. 2006년 1월에 국제 투자분쟁해결 센터(ICSID, International Centre for the Settlement of Investment Disputes)에 의해서 벡텔에게 유리한 사법관할권 판결이 나자 이에 대한 치열한 항의시위가 일어났으며 결국 벡텔과 또다른 국제적 파트너들은 볼리비아 정부에 대한 소송을 $0.30(30센트)에 합의하고 끝냈다.

### 2002년 대통령 선거
우고 반세르 대통령은 폐암을 진단받은 후 2001년 8월에 대통령직을 사임하였다. 그리하여 부통령이었던 호르헤 키로가(Jorge Quiroga)이 그 직위를 계승하였다. 2002년 대통령 선거에서 산체스 데 로사다가 다시 출마하여 작은 차이로 NFR의 만프레드 레예스 비야(Manfred Reyes Villa)와 코카잎 재배업자이자 원주민 지도자인 사회주의운동당(MAS, Movimiento A Socialismo)의 에보 모랄레스(Evo Morales)를 이겼다. 반대파들은 이 선거가 명백한 부정행위들로 얼룩졌다고 비난하였다.
볼리비아인들이 투표장에 가기 며칠전에 미국 대사 마뉴엘 로차(Manuel Rocha)는 볼리비아 유권자들에게 만약 그들이 모랄레스에게 투표한다면 미국은 볼리비아에 대한 경제적 지원을 끊고 자신의 시장을 닫아버릴 것이라고 경고하였다. 그럼에도 불구하고 모랄레스는 거의 21%에 이르는 표를 얻어서 산체스 데 로사다를 겨우 2% 정도의 차이로 뒤쫓았다.

### 검은 10월
근래에 점점 더 분열적인 충돌들이 발생하였는데 이 중 하나가 볼리비아 가스 전쟁으로, 볼리비아 남부에 있는 거대한 천연가스 매장지의 개발을 둘러싼 분쟁이었다. 2003년 9월에 처음으로 파업과 도로점거가 분출하였으며 군대와의 충돌로 인하여 여러 명이 죽고 수십 명이 다쳤다. 산체스 데 로사다 대통령이 항의군중의 압력하에서 사퇴하였고 헌법적 질서를 유지하기 위해서 직위를 부통령 카를로스 메사(Carlos Mesa)에게 공식적으로 넘겨주었다. 그리고 그는 미국으로 건너가 버렸다. 메서가 취임하면서 다수의 항의요구를 수용하겠다고 약속하였다. 누적되는 항의에 직면하여 그는 더 이상 볼리비아를 계속 통치하는 것이 불가능하다고 주장하면서 2005년 5월 7일에 사임하였으나, 지지세력의 지원 약속을 받고 자신의 사임을 철회하였다.
2005년 5-6월에 메사는 다시 사직서를 제출하였으며 수크레에서 황급히 소집된 의회에서 대법원장 에두아르도 로드리게스 벨체(Eduardo Rodríguez Veltzé)가 2005년 6월 9일자로 대통령이 되었다. 헌법개정에 대한 정치적 합의가 이루어져서 의회의 전면재구성과 2005년 12월 4일 대통령 선거를 동시에 실시하도록 허용하였다.

### 2005년 선거와 에보 모랄레스 정권
정치체제의 악화는 원주민 사회운동, MAS당, 기타 정당들 사이의 느슨한 연합의 등장으로 이어졌는데 이 연합의 지도자는 코카잎 재배업자 출신의 MAS당 에보 모랄레스였다. 2005년 12월 선거에서 에보 모랄레스와 MAS당은 유권자 투표중 54% 득표에 이르는 여유있는 승리를 거두어 역사상 최초의 원주민 출신 볼리비아 대통령이 되었다.
2006년 5월 1일 에보 모랄레스는 볼리비아의 천연가스전 대부분을 국유화한다는 약속을 실행하였다. 이는 오래전부터 많은 볼리비아 원주민들이 요구해왔던 것이다. 이날 군대들이 가스전에 파견되어 이를 점령하였고 외국기업들로부터 통제권을 회수하였다. 이들중 상당수는 브라질 최대의 에너지 기업인 페트로브라스(Petrobras)에 의해서 운영되고 있었는데 이러한 정치적 변화로 인해서 모랄레스와 브라질 대통령 루이스 이나시오 룰라 다 실바(Luiz Inácio Lula da Silva) 사이의 관계가 악화되었다. 2006년 10월 29일 모랄레스 정부는 페트로브라스를 포함한 8개의 외국 가스업체들과 계약을 체결하였는데 그 내용은 볼리비아 국영 가스회사에 가스전의 과반수 지준을 주도록 하는 것이었으며 이것으로 국유화는 완수되었다.
2007년 8월말에 MAS당은 년초에 대법원 공석을 채우기 위한 모랄레스의 움직임에 반대표를 던졌던 헌법재판소 재판관들을 의회 휴회기간중에 갈아치웠다. 이러한 제거는 행정부 산하기관들 사이의 중재 가능성을 없애버렸다.
2008년 5월 4일 동부지역 4개 주에서 중앙정부로부터의 자치를 선언하기 위한 주민투표가 치루어졌으며 4개 주 모두에서 통과되었다. 에보 모랄레스는 이 주민투표를 위법이라고 간주하였다. 투표율은 55-60%였으며 찬성율은 약 70%였다. 2009년 2월에 에보 모랄레스에 의해 새로운 헌법이 발효되었다. 이 새 헌법은 볼리비아의 원주민 후예들에게 보다 많은 경제적 및 정치적 권리를 부여하였다.

## 같이 보기
- 페루 부왕령